# Donatismus
Der Donatismus (benannt nach Donatus von Karthago, 315 bis 355 Primas der Donatisten) war eine nordafrikanische Abspaltung von der westlichen christlichen Kirche im 4. und 5. Jahrhundert, die eine eigene Ekklesiologie entwickelt hatte. Sie blieb beschränkt auf das nordwestliche Afrika.

## Geschichtlicher Überblick
Verschiedene Einzelfragen des Donatistenstreits, darunter die genaue Zielrichtung der Donatisten, sind wegen der unbefriedigenden Quellenlage in der Forschung bis heute umstritten. Ausgangspunkt des donatistischen Streits war die letzte Phase der Christenverfolgung im Römischen Reich und die Frage, wie man mit Personen umgehen sollte, die sich zumindest formal vom Christentum losgesagt hatten. Am Anfang der Bewegung betraf dieses Prinzip besonders Christen, die während der Christenverfolgung durch Diokletian (303 bis 311) zeitweilig abgefallen (lapsi) oder als traditores, als Auslieferer heiliger Schriften und Gegenstände, in Verruf geraten waren. Als diese Christen nach der Mailänder Vereinbarung 313 wieder in die Kirche zurückkehrten, verlangten die Donatisten ihren Ausschluss. Insbesondere erklärten sie alle Sakramente (Taufe, Eucharistie, Priesterweihe) für ungültig, die von einem Priester gespendet worden waren, der zeitweilig abgefallen war, und griffen damit Positionen aus der Zeit des Ketzertaufstreits wieder auf.
Im Winter 312/313 entbrannte deshalb ein heftiger Streit um den Bischof von Karthago, Caecilianus, der seines Amtes enthoben werden sollte, da unter denen, die ihn zum Bischof gewählt hatten, auch ein traditor namens Felix gewesen sei. Hintergrund für die Eskalation war die gewandelte Haltung des römischen Staates: Kaiser Konstantin der Große, der seit 312 uneingeschränkt im Westen herrschte, hatte kurz zuvor verfügt, dass die während der Verfolgungszeit konfiszierten Werte der Kirche erstattet und christliche Kleriker mit Privilegien versehen werden sollten. Damit gewann die Frage, wer der rechtmäßige Vertreter der Christen Nordafrikas sei, plötzlich gewaltige Sprengkraft, die über rein theologische Fragen hinausging. 
Caecilianus unterlag zunächst seinen Gegnern; er wurde von der Kirche Karthagos ausgeschlossen und ein neuer Bischof trat an seine Stelle. Der Konflikt dauerte jedoch an, da die Anhänger des Caecilianus diese Entscheidung so nicht hinnehmen wollten. Dreimal wurde in den darauffolgenden Jahren ein Bittgesuch (zuerst von den Anhängern des Caecilianus, danach von seinen Gegnern) an Kaiser Konstantin gestellt, er möge den Streit beilegen. Alle drei Male wurde dabei von einem unabhängigen Kollegium Caecilianus die rechtmäßige Einsetzung als Bischof bestätigt. Der Name Donatistenstreit leitet sich von einem der Beteiligten an den Auseinandersetzungen her, wenn auch dieser im Grunde keine tragende Rolle in dem Konflikt hatte: Dieser Donatus war der Nachfolger des ersten Gegenkandidaten des Caecilianus, als dieser anfangs seines Amtes enthoben worden war. Donatus wurde verbannt, wie letztlich alle Gegner des Caecilianus.
Als die römische Kirche die zeitweilig Abgefallenen wieder aufnahm, trennten sich die Donatisten von ihr. Dass mittlerweile nachgewiesen worden war, dass bei der Weihe Caecilians gar kein traditor anwesend war, spielte dabei keine Rolle mehr. Auf dem Konzil von Arles 314 erlitten die Donatisten eine klare Niederlage, und Konstantin schloss sich dem Votum der Versammlung an. Die Donatisten akzeptierten jedoch die Entscheidung des Kaisers nicht. Donatus habe, so überliefert es Optatus von Mileve, ihn (den die Donatisten ursprünglich selbst als Richter angerufen hatten) mit einer rhetorischen Frage nun für unzuständig erklärt: „Quid est imperatori cum ecclesia?“ („Was hat der Kaiser mit der Kirche zu schaffen?“) Konstantin gebot Bischof Caecilianus, gegen die Abweichler einzuschreiten, was dieser tat. „Zum ersten Mal stellte ein Kaiser einem Kleriker den staatlichen Apparat zwecks Unterdrückung von religiösen Abspaltungsbewegungen zur Verfügung.“ Die Donatisten nannten sich fortan selbst die „Kirche der Märtyrer“ und erklärten, dass alle, die mit einem Sünder in Kontakt blieben, deshalb exkommuniziert seien. 
Zentrum der Bewegung blieb vor allem Nordafrika (Karthago), aber ihre Anhänger fanden sich auch in vielen anderen Teilen des Römischen Reiches. Die Schriften Tertullians und Cyprians, die bereits im Ketzertaufstreit eine entsprechende theologische Position entwickelt hatten, waren ihnen von besonderer Bedeutung. Zu den Donatisten gehörte auch die extreme und gewaltbereite Richtung der Agonistiker. Die Mehrheit der Christen lehnte den Donatismus allerdings ab und betonte erneut, Sakramente, insbesondere Taufe und Priesterweihe, seien unabhängig von der persönlichen Würdigkeit des Spendenden gültig (Ex opere operato). Versuche der römischen Kaiser, den Streit friedlich oder durch Zwang beizulegen, führten zu keinem Ergebnis.
Noch Augustinus setzte sich um 400 als Bischof von Hippo mit den Donatisten auseinander. Er sah die christliche Kirche im Gegensatz zu den puristischen Donatisten als eine Gemeinschaft an, die voll von Sündern ist. Darüber hinaus meldete er der donatistischen Heiligkeitsforderung gegenüber an, dass auch die Heiligen, solange sie im Leibe lebten, als Menschen stets der Sünde unterworfen blieben, auch wenn es sich nur um geringe Verstöße handele. Im Jahr 411 kam es zu einem „Religionsgespräch“ zwischen Augustinus und Vertretern des Donatismus, der sog. collatio. Hatte Augustinus zunächst dafür plädiert, die Donatisten im Guten von ihren Positionen abzubringen, so forderte er später, man müsse mit Zwang und Gewalt gegen sie vorgehen, um auf diese Weise ihre Seelen zu retten.
Der Einfluss der Donatisten in Afrika wurde zwar verringert, sie konnten sich aber auch unter der Herrschaft der Vandalen (ab 429) und deren Verfolgung der Trinitarier bis zur Rückeroberung Nordafrikas unter Justinian (534) halten. Danach verliert sich ihre Spur.